# Église Sainte-Croix de Boult-sur-Suippe
L'église de Boult-sur-Suippe est une église romane construite au XIIe siècle, dédiée à la sainte Croix et située dans la Marne .

## Historique
L’église, d’architecture romane, date du XIIe siècle et était avant dédiée à Martin de Tours ; elle est classée aux monuments historiques et a subi d'importants dégâts lors de la Première Guerre mondiale. La restauration sut être respectueuse du bâtiment, les abords ont été refaits en 2014.
Une pierre de fondation se trouve sur la façade sud :
Le Sr jean nouvelet Mb bou(rgeois) de Reims a fondé en cette église a perpetuité une procession le lendemain de pentecoste fin les vespres et sortie de leglise processionnellement le curé comencera les sept ps(aumes) pour aller a la croix que le dit novelet a fait poser et dire audevant dicelle o crux ave et le repetté troyes et le de profundis et l'oraison pour le repos de lame dudit novelet et de Nicole Pietre sa femme et amyses et le lendemain des fest quil soit dit une messe hault de requieumausy a perpetui et quil soit carillon pour la dite messe et anoncé les dites prières le dimanche dauparavant tous les ans a perpetuité et encore fondédeux messes hauvlt de requieem en la dite église a les dire lune a pareil jour que ledit nouvelet decedera le tout suivant qu'il est rapporté par la (fondat)ion faitte par ledit nouvelt par son testament qu quinze aovt mil six cens soixante hvit par (devant) bretagne et rogier notaires a Reims.

## Architecture
La nef du XIIe siècle a été très remaniée la croisée de transept, du début XIIe à la base mais la fin de la construction date du début du XIIIe siècle. Les parties gothiques de l'église semblent très influencées par l'architecture de Reims, en effet le chapitre cathédrale pourvoyait à la cure. Le portail occidental a été remagié au XVIIIe siècle.

## Mobilier
Une statue de Jean l'Evangéliste en pierre et une de Marie qui sont du XVIe siècle.
Trois cloches, ayant pour inscription :
- 1875 don fait par M. François Saint-Denis et son épouse Aglaée Millet, le Baptême célébré par M. l'abbé Mélard Paris ciré doyen de Bourgogne, M. L'abbé Molet curé de Boult, le fondeur Perrin à Mohon ;
- 1816....